# Ariadna pulchripes
Ariadna pulchripes är en spindelart som beskrevs av William Frederick Purcell 1908. Ariadna pulchripes ingår i släktet Ariadna och familjen sexögonspindlar. Inga underarter finns listade i Catalogue of Life.